# 萬造寺齊
萬造寺 齊（まんぞうじ ひとし、1886年（明治19年）7月29日 - 1957年（昭和32年）7月9日）は、日本の歌人、小説家、英文学者。鹿児島県生まれ。

## 生涯
鹿児島県日置郡串木野町羽島（現在のいちき串木野市）の裕福な地主の家に生まれる。旧制川内中学から旧制第七高等学校を経て東京帝国大学英文科卒業。東京で与謝野鉄幹に師事し、「明星」、「スバル」に参加、堀口大學から「短編実作者の第一人者」と評された。また石川啄木、高村光太郎、北原白秋、森鷗外らと親交し、東大卒業後は愛媛県西条中学校などで教鞭をとった。
28歳の時、加世田の私有地を売った資金で「我等」を創刊するも下宿の火事により原稿が消失、廃刊。京都に移り住み、「街道」を発行して再起を図るも1944年、戦時統制による紙不足でまたも廃刊、戦後は農地改革により地主としての地位を失い、故郷に戻る願いも叶わず1957年、京都で70年の生涯を終えた。
絶歌は「一生のあがきは終へぬ安らかに今はやすらへ吾がたましひ」であり、不遇により中央歌壇における成功は得られなかった。
死後、佐藤春夫選、新村出揮毫による歌碑三首が故郷の羽島崎に建てられた。

## 著書
- 『颱風』（1919年）
- 『憧憬と漂白』（1924年）
- 『蒼波集』（1932年）
- 『山嶽頌』（1936年）
- 『万造寺斉選集』全10巻（謙光社）
- 『緑の国へ』（南日本新聞）2017年　※1921年の鹿児島新聞連載小説の復刻。